# Avaträsksjön
Avaträsksjön är en sjö i Dorotea kommun i Lappland och ingår i Ångermanälvens huvudavrinningsområde. Sjön har en area på 4,9 kvadratkilometer och ligger 272 meter över havet. Sjön avvattnas av vattendraget Bergvattenån (Fjällån).

## Delavrinningsområde
Avaträsksjön ingår i det delavrinningsområde (713750-151916) som SMHI kallar för Utloppet av Avaträsksjön. Medelhöjden är 318 meter över havet och ytan är 20,47 kvadratkilometer. Räknas de 52 avrinningsområdena uppströms in blir den ackumulerade arean 702,04 kvadratkilometer. Bergvattenån (Fjällån) som avvattnar avrinningsområdet har biflödesordning 4, vilket innebär att vattnet flödar genom totalt 4 vattendrag innan det når havet efter 235 kilometer. Avrinningsområdet består mestadels av skog (55 procent). Avrinningsområdet har 4,9 kvadratkilometer vattenytor vilket ger det en sjöprocent på 23,9 procent.